# Peperomia palmana
Peperomia palmana är en pepparväxtart som beskrevs av C. Dc. och Th. Dur. & Schinz. Peperomia palmana ingår i släktet peperomior, och familjen pepparväxter. Inga underarter finns listade i Catalogue of Life.